# Szent Abdon és Szennen
Szent Abdon és Szennen (Perzsia, 3. század – Róma, 250 körül vagy 304) ókeresztény vértanúk.
Legendájuk szerint előkelő perzsa ifjak voltak, akiket, egyesek szerint Decius, mások szerint Diocletianus hadifogolyként Córdoba városába hurcoltatott több kereszténnyel együtt. Itt a keresztények kiváltották őket. Hittérítésbe kezdtek Spanyolországban, azonban mivel Abdon és Szennen eltemette a kivégzett vértanúk holttesteit, feljelentették és Rómába vitték őket, ahol az arénában hóhérok végeztek velük.
A valóságban Abdonról és Szennenről a nevükön és mártír voltukon kívül csak annyi ismert, hogy sírjuk a Pontianus-temetőben volt.

## Tiszteletük
Főleg Francia- és Spanyolországban virágzott tiszteletük, mint jégeső és sáskajárás ellen oltalmazó szenteknek. Ünnepük: július 30.
A magyar kalendáriumokban is szerepelnek. 1332-ben Almágy patrónusai lettek. Rozsnyó vidékén úgy tartották, hogy ha Szent Abdon és Szennen napján napfölkelte előtt fölírják a ház (istálló, kamra, pince) szemöldökfájának belső oldalára: „Abdon, mindenféle csúszómászó állatok!”, akkor a férgek a következő évre kipusztulnak a ház körül. Az udvarhelyi és csíki székelyek úgy vélték, ha a fát a szentek napján megkongatják, akkor az kipusztul.